# Bernhard Bettermann
Bernhard Bettermann (* 6. Februar 1965 in Paris, Frankreich) ist ein deutscher Schauspieler.

## Leben und Wirken
Bernhard Bettermann erhielt nach dem Abitur seine professionelle Schauspielausbildung an der Schauspielakademie Zürich. 1986 debütierte er auf der Bühne am Thalia Theater in Hamburg. Seine erste kleine Kinorolle hatte er 1989 in dem Film All Out.
Seit Anfang der 1990er-Jahre bekam Bettermann regelmäßig Rollen und spielte in zahlreichen Spielfilmen und Fernsehproduktionen im deutschen und Schweizer Fernsehen. Dabei hat er unter anderem in Episoden zahlreicher bekannter Fernsehserien mitgewirkt, wie beispielsweise Stahlnetz, Stubbe – Von Fall zu Fall, Der Alte, Siska oder Tatort. Im Jahr 1999 spielte Bettermann in der Episode Callboys – Jede Lust hat ihren Preis der Krimiserie Michelle Eisner die männliche Hauptrolle des Callboys Lanou an der Seite von Ann-Kathrin Kramer. Im Jahr 2001 spielte er die Hauptrolle des Oberleutnants Clemens Forellin in dem Kinofilm So weit die Füße tragen. Seit Februar 2006 (Folge 299) ist Bettermann in der ARD-Serie In aller Freundschaft als Dr. Martin Stein zu sehen. Von 2015 bis 2016 verkörperte er in der Serie Herzensbrecher – Vater von vier Söhnen die Rolle des Friedhofgärtners.
Neben seiner Mitwirkung in zahlreichen Film und Fernsehproduktionen steht Bettermann auf der Theaterbühne. Im Sommer 2019 übernahm der Bariton in dem Musical Doktor Schiwago bei den Freilichtspielen Tecklenburg die Rolle des Rechtsanwalts Viktor Komarovskij.

## Privates
Bernhard Bettermann war von 1993 bis 2014 mit der Schauspielerin Sabina Schneebeli verheiratet. Aus der Ehe gingen zwei Söhne hervor, darunter der Schauspieler Tim Bettermann. Von 2014 bis 2017 war er mit der Schauspielerin Mimi Fiedler liiert. Im September 2015 nahmen beide an der RTL-Tanzshow Stepping Out teil. Im Oktober 2016 gaben sie ihre Verlobung bekannt, der die Trennung und Entlobung im September 2017 folgte.
Bettermann lebt in Zürich. Neben seiner Muttersprache Deutsch spricht Bettermann auch Französisch, Englisch und Spanisch.

## Filmografie (Auswahl)
- 1990: Exit Genua (All Out)
- 1990–1998: SOKO München (Fernsehserie, 2 Folgen, verschiedene Rollen)
- 1992: Happy Holiday (Fernsehserie, 1 Folge)
- 1995: Das stille Haus
- 1996: Alarmcode 112 (Fernsehserie, 1 Folge)
- 1996: Balkan-Suisse Connection
- 1997: Wilde Zeiten (Fernsehserie)
- 1997–1999: Die Wache (Fernsehserie, 2 Folgen, verschiedene Rollen)
- 1997: Tatort: Nahkampf
- 1998: Winnetous Rückkehr (TV-Zweiteiler)
- 1998: Ein Fall für zwei (Fernsehserie, 1 Folge)
- 1998: Kinderärztin Leah (Fernsehserie, 1 Folge)
- 1998: Für alle Fälle Stefanie (Fernsehserie, 1 Folge)
- 1999: Straight Shooter
- 1999: Stahlnetz (Fernsehserie, 1 Folge)
- 1999: Freunde fürs Leben (Fernsehserie, 1 Folge)
- 1999: Michelle Eisner: Callboys – Jede Lust hat ihren Preis
- 1999–2000: Dr. Stefan Frank – Der Arzt, dem die Frauen vertrauen (Fernsehserie, 2 Folgen)
- 1999: Liebe ist stärker als der Tod
- 2000: Aeon – Countdown im All (Miniserie)
- 2000: OP ruft Dr. Bruckner (Fernsehserie, 1 Folge)
- 2001: So weit die Füße tragen
- 2001: Tatort: Der Präsident
- 2001–2005: Siska (Fernsehserie, 7 Folgen)
- 2002: Stubbe – Von Fall zu Fall: Das vierte Gebot
- 2002: Ασθενείς και Οδοιπόροι (Astheneis kai odoiporoi, griechische Fernsehserie)
- 2003–2004: Der Alte (Fernsehserie, 2 Folgen, verschiedene Rollen)
- 2003–2006: Im Namen des Gesetzes (Fernsehserie, 2 Folgen, verschiedene Rollen)
- 2004: Geheimnisvolle Freundinnen
- 2004: Die fetten Jahre sind vorbei
- 2004: Nikola (Fernsehserie, 1 Folge)
- 2004: Tatort: Todes-Bande
- 2005: Edel & Starck (Fernsehserie, 1 Folge)
- 2005: SOKO Kitzbühel (Fernsehserie, 1 Folge)
- 2005: Hallo Robbie! (Fernsehserie, 1 Folge)
- 2006: Inga Lindström: In den Netzen der Liebe (Fernsehreihe)
- seit 2006: In aller Freundschaft (Fernsehserie)
- 2006: Alphateam – Die Lebensretter im OP (Fernsehserie, 1 Folge)
- 2006: Abschnitt 40 (Fernsehserie, 1 Folge)
- 2006–2019: SOKO Wismar (Fernsehserie, 3 Folgen, verschiedene Rollen)
- 2007: Der Zauber des Regenbogens
- 2007: Tatort: Die Anwältin
- 2008: Johanna – Köchin aus Leidenschaft
- 2008: Mord in bester Gesellschaft (Fernsehserie, 1 Folge)
- 2009: Schaumküsse
- 2009: Die Lebenslüge
- 2010: Das Traumhotel – Sri Lanka (Fernsehserie)
- 2010: Küstenwache (Fernsehserie, 1 Folge)
- 2010: Die Alpenklinik – Liebe heilt Wunden (Fernsehfilmreihe)
- 2011: In aller Freundschaft: Was wirklich zählt
- 2011: Ein Fall von Liebe – Saubermänner (Fernsehfilmreihe)
- 2013: Das Meer im Fernseher (Kurzfilm)
- 2014: Götz von Berlichingen
- 2015–2020: In aller Freundschaft – Die jungen Ärzte (Fernsehserie, 7 Folgen)
- 2015: Ein starkes Team – Tödliches Vermächtnis
- 2015–2016: Herzensbrecher – Vater von vier Söhnen (Fernsehserie)
- 2017: SOKO Wien (Fernsehserie, 1 Folge)
- 2018: Katie Fforde – Familie auf Bewährung
- 2018: Heldt (Fernsehserie, 1 Folge)
- 2018: In aller Freundschaft: Zwei Herzen
- 2019: Daheim in den Bergen – Liebesleid (Fernsehfilmreihe)
- 2020: Fool Service (Miniserie)
- 2022: Die Kanzlei (Fernsehserie, 1 Folge)

## Theater
- 2021: Schuhe Taschen Männer (Hauptrolle: Ralf), Winterhuder Fährhaus